# Alchemilla acrodon
Alchemilla acrodon é uma espécie de rosácea do gênero Alchemilla, pertencente à família Rosaceae.